# Idioma guamo
El guamo o guamotey fue una lengua indígena hablada anteriormente en Venezuela, en los estados venezolanos de Apure, Barinas, Guárico y Portuguesa.

## Vocabulario
Lista vocabulario de Guamo (año 1778):
| Español           | Guamo                           |
| ----------------- | ------------------------------- |
| Dios              | Aipit matá                      |
| padre             | jauai                           |
| madre             | famú, jamo                      |
| hijo              | clujuapi, tufé                  |
| hija              | tuapi, tua                      |
| hermano           | dipiâ, dipe                     |
| hermana           | tipi, dipe                      |
| marido            | diquimi                         |
| mujer             | diquime, ticauca                |
| doncella          | ascu murestapane                |
| mozo              | daicoraquâ, guaté               |
| niño              | chufi, choafi                   |
| hombre            | daiju, dauirco                  |
| gente             | aucherme, caserme               |
| cabeza            | putí, puté                      |
| cara              | cutí, taquajo fin               |
| nariz             | fin                             |
| narices           | auji fin                        |
| ojo               | tujua, tuaguin                  |
| cejas             | chafuti, ascaro tuagun          |
| pestañas          | matatújua, dicho                |
| oreja             | dupen                           |
| frente            | tintecuti, titicunté            |
| cabellos          | scará, ascaro                   |
| mejillas          | faquibtari                      |
| boca              | matá                            |
| garganta          | pichê, dischufa                 |
| labios            | dufpâ, matá                     |
| dientes           | aufê, ufé                       |
| lengua            | dituâ                           |
| barba             | dischemata, dichimatá           |
| cuello            | dischufa                        |
| hombro            | matachêa, ochepe                |
| codo              | dupeju, dicho                   |
| mano              | catâne                          |
| brazo             | chê, ochepe                     |
| dedos             | diji, dujum                     |
| uñas              | casquiri, cascurum              |
| pecho             | cupa                            |
| vientre           | dueju, cataju                   |
| espalda           | matatiputi, gi                  |
| pie               | catafa                          |
| rodilla           | aquapec                         |
| corazón           | afquinantafa, tife              |
| estómago          | catafu                          |
| sangre            | jue, ducú                       |
| leche             | temontepaca, terau              |
| piel              | dacaju, cauté                   |
| carne             | testu                           |
| hueso             | ditancu                         |
| oído              | quiepen, dupen                  |
| vista             | jateique, paiquac               |
| ver               | jasii, dicho                    |
| gusto             | muquati, guacatá                |
| olfato            | suquagtiri, astiri              |
| oler              | astiri, dicho                   |
| tacto             | shape                           |
| voz               | cadse, chefé                    |
| hablar            | texê                            |
| palabra           | cuscaisi, mitejé                |
| nombrar           | suquampeiste                    |
| gritar            | ducare, guacare                 |
| grito             | guacare                         |
| ruido             | esquiêjua, esquianju            |
| aullido           | aitê, aucatacut                 |
| llorar            | ducatit, aitê                   |
| reír              | michista, mutista               |
| cantar            | chejê, tefé                     |
| estornudar        | sam, fam                        |
| temblar           | najasta                         |
| suspirar          | squanarcadjo                    |
| bostezar          | chuataqua, suataco              |
| silbar            | tucquê, fue                     |
| echarse           | asconjua                        |
| para (tú)         | fitinfin                        |
| ir                | quantia, jera                   |
| ve (tú)           | jate                            |
| vete              | jeraui                          |
| dormir            | cutum, ascutin                  |
| sueño             | cadpe, dicho                    |
| saltar            | scotara, auscharar              |
| tener             | quimina, chape ascaya           |
| correr            | eirura, airura                  |
| bailar            | charâ, chife catafá             |
| mamar             | mon, ture nume                  |
| amor              | muquali, pulgui pasca           |
| tristeza          | jarcadjo, quiapen sarui         |
| dolor             | parqui, parguin                 |
| trabajo           | turicha, fari                   |
| perezoso          | sariqui, farui figuian          |
| yo                | napi, ascaté                    |
| tu                | najâ, ascai                     |
| aquel             | dichêra, fillaji                |
| nosotros          | napüe, ascá causerme            |
| vosotros          | napu                            |
| aquellos          | dicatiarque                     |
| yo soy            | scate, napijaí                  |
| tú eres           | jillague ystacut                |
| él es             | nani, tiquiante                 |
| nosotros somos    | scate, napilla                  |
| vosotros sois     | jiguian caser                   |
| aquellos son      | napáre yerque                   |
| fue               | daqua, dan                      |
| comer             | eiquia, tuan                    |
| yo como           | eiquiari, diquia                |
| tú comes          | puiquiare, diguiacta            |
| aquel come        | sieradaturi                     |
| beber             | mirco, dicú                     |
| tomar             | llaju chape                     |
| sacudir (golpear) | pacta, aspantaca                |
| llover            | coioradauscha, dauscha          |
| echar             | jareram, pataca                 |
| desgarrar         | escarsi, damafin miti           |
| da (tú)           | da ticú                         |
| cortar            | cotia                           |
| ocultar           | tetena, titascú                 |
| fuerza            | quiestaquiqui, cuvi             |
| parir             | chersta, ascheracta             |
| familia           | aucharme, aujui                 |
| matrimonio        | spanso, dispansu                |
| viuda             | arecu, ujiruri                  |
| vivir             | jurin                           |
| vida              | ascujirura                      |
| estatura          | pumafi                          |
| alma              | catapiu                         |
| morir             | tugri, jurirá                   |
| muerte            | jurirá                          |
| viejo             | vise, daurisi                   |
| joven             | chusi, augua                    |
| dar               | dá                              |
| grande            | daijó                           |
| pequeño           | guasta                          |
| alto              | ascotin, pumafi                 |
| bajo              | quiesascon, chijumata           |
| frío              | tauchista                       |
| caliente          | cayua                           |
| sano              | pulgui                          |
| bueno             | purqui                          |
| malvado           | chafafiguia                     |
| capaz             | murestafiguian                  |
| agudo             | gomata                          |
| redondo           | cheta                           |
| ligero            | aunquitera                      |
| pesado            | quiestaman, maquiestaquê, cuerá |
| fuerte            | parguin                         |
| delgado           | quiestaquasta, gastaui          |
| grueso            | quiestapi, aspije               |
| ancho             | piegta                          |
| presto            | squatira, ascate ará            |
| blanco            | cajirian, custára               |
| negro             | disiacú, disau                  |
| encarnado         | aisio, daisui                   |
| verde             | aufui, cupe                     |
| azul              | daupe                           |
| sol               | tign, matatin                   |
| luna              | pactes                          |
| estrella          | tac                             |
| cielo             | tign, ducunti                   |
| niebla            | suapicia, faralla               |
| nube              | dauscha, sauxe dacuchanan       |
| arco iris         | cascóron                        |
| rayo              | paruaraucha                     |
| aire              | tacsco                          |
| viento            | tascú, dicho                    |
| huracán           | tascú                           |
| vapor             | caguatansi                      |
| rocío             | taguetascanjua                  |
| trueno            | daucha, paro adaucha            |
| relámpago         | aysi ura tigua                  |
| frío              | tauchista                       |
| helada            | dicho                           |
| hielo             | dicho                           |
| fuego             | cujue                           |
| lumbre            | tia                             |
| sombra            | chuanta                         |
| sombrío           | chontá, dicho                   |
| día               | garu, jaro                      |
| noche             | chona, chiuna                   |
| mañana            | sajaru, fajaro                  |
| tarde             | chuna                           |
| verano            | dacá                            |
| hibierno          | daucha                          |
| semana            | misa                            |
| año               | nujua                           |
| tiempo            | nujua                           |
| tierra            | taumchê, tansie                 |
| agua              | cum                             |
| mar               | duque, ricum                    |
| río               | duque, duaguix                  |
| lago              | jum                             |
| olas              | dichotá, dischuta               |
| islas             | cutiduque, matafi               |
| arena             | agspi, ispú                     |
| polvo             | ducug, ducumtanesi              |
| cieno             | farotansi                       |
| montaña           | discu, piriscu                  |
| profundidad       | pefu                            |
| altura            | coti                            |
| anchura           | pix                             |
| agujero           | si, fitintansi                  |
| cueva             | sin                             |
| piedra            | canjiú, dacanjue                |
| plata             | tugti, tiné                     |
| cobre             | taupé                           |
| hierro            | chaparari, chutatueno           |
| estaño            | catarafú                        |
| plomo             | dicho                           |
| sal               | tig                             |
| cal               | teutate canjui                  |
| veneno            | discú, taxtú                    |
| yerba             | scanjua, ascanjue               |
| árbol             | disycu, discu                   |
| leña              | discuy, matariscu               |
| palo (raíz)       | discú, dicha cataruscu          |
| tronco            | pichericu                       |
| corteza           | cajuriscú                       |
| rama              | aspejan                         |
| hoja              | estejan, tercundiscun           |
| flor              | quamastastajan                  |
| fruta             | jejan, chara                    |
| semilla           | simijan, chifitaum              |
| cebolla           | dauscu, chapachin               |
| campo             | maq, pixmatá                    |
| sembrar           | tajon, taum                     |
| pescado           | dacuay, dupaque                 |
| cangrejo          | chause                          |
| serpiente         | chuen                           |
| rana              | jupi, pupi                      |
| gusano            | duestu, duxtú                   |
| mosca             | timi                            |
| mosquito          | dacoiomta, turive               |
| hormiga           | tuse, dacantu                   |
| araña             | caipa, callaapa                 |
| abeja             | pane                            |
| miel              | pane, cuncatapane               |
| buey              | guei, pacá                      |
| vaca              | paca, dicho                     |
| ternera           | tuajan, tuate paca              |
| cuerno            | aucaju, guacao                  |
| caballo           | cama                            |
| asno              | mura                            |
| cerdo             | puiti                           |
| perro             | gaurig, jaure                   |
| gato              | michi                           |
| león              | asturi dacamtue, dion           |
| oso               | jarcuri                         |
| lobo              | catapenx                        |
| zorra             | dacob, ducu                     |
| liebre            | catapeux                        |
| ratón             | sá, fá                          |
| gallina           | quacarpa, carpa                 |
| gallo             | quacarpa, dauircucarpa          |
| pato              | pes, aspejú                     |
| pichón            | cuipu, taguantá capú            |
| águila            | taquipe ausqueri                |
| pájaro            | camquie, camuguir               |
| golondrina        | tacatirjue                      |
| pluma             | quiastaján                      |
| huevo             | tinue                           |
| nido              | tajú, tajuer                    |
| pastor            | acagta, axfanta paca            |
| casa              | danga, danxa                    |
| choza             | taquatan daxjá                  |
| tienda            | matafué                         |
| puerta            | matafué, mataranja              |
| ciudad            | dino, chufae                    |
| medida            | spetajan                        |
| escribir          | chuanejo, dichuane catani       |
| cuchillo          | choy, chu                       |
| mesa              | mesa                            |
| banco             | scanajuc, chiscú                |
| navío             | cao                             |
| vestido           | spaqui                          |
| media             | scanaquisi, ascanoguafi         |
| zapato            | chicatasi, ascanomatafi         |
| gorro             | ascanotefi                      |
| faja              | squiesco                        |
| seda              | amdari                          |
| algodón           | tamdari, andare                 |
| comida            | datuam                          |
| crudo             | daisio                          |
| cocer             | quinejua, esquino               |
| vino              | cumg catatesaqua                |
| manteca           | augstari, ustari                |
| pan               | pan                             |
| dinero            | daugquin, tif                   |
| ladrón            | gitascu, titascu                |
| guardia           | dajacasta                       |
| guerra            | duematú                         |
| soldado           | dapacaute, fundá                |
| lanza             | taumtariscu, jujon              |
| señor             | guei, guai                      |
| rey               | rei                             |
| si                | aja, cumista                    |
| no                | ugi, guasi                      |
| cerca             | tista, ascocam, tistá           |
| lejos             | gitára, titate                  |
| aquí              | nam                             |
| allá              | tigua, ticoa                    |
| hoy               | garucan                         |
| como              | mi cugte                        |
| qué               | micú                            |
| quien             | virgquian                       |
| con quien         | dapurasquaña                    |
| bajo              | danjuana, pefu                  |
| número            | quete                           |
| uno               | tagstar, tagstame               |
| dos               | quete, diquiampa                |
| tres              | curumqutin, cacute              |
| cuatro            | sidasquin, fixguante            |
| cinco             | tamanane                        |
| mil               | taugui                          |
| mañana            | sagarû                          |
| ayer              | garusue                         |